# Tenzabhí
Tenzabhí är en ort i Mexiko.   Den ligger i kommunen Tecozautla och delstaten Hidalgo, i den sydöstra delen av landet, 130 km norr om huvudstaden Mexico City. Tenzabhí ligger 1 800 meter över havet och antalet invånare är 582.
Terrängen runt Tenzabhí är kuperad åt sydost, men åt nordväst är den platt. Runt Tenzabhí är det ganska tätbefolkat, med 72 invånare per kvadratkilometer. Närmaste större samhälle är Tecozautla, 3,2 km norr om Tenzabhí. I omgivningarna runt Tenzabhí växer huvudsakligen savannskog.